# 白井通義 (競輪選手)
白井 通義（しらい みちよし、1934年5月22日 - ）は、日本競輪選手会神奈川支部に所属していた元競輪選手。日本競輪学校第10期生（同期には竹野暢勇らがいる）。登録番号6590。

## 来歴
1955年7月24日、岐阜競輪場でデビューし、初出走初勝利を挙げた。
1957年、高松競輪場で開催された第12回全国都道府県選抜競輪・1000メートル競走で優勝。
1958年、後楽園競輪場で行われた第13回全国争覇競輪（現 日本選手権競輪）決勝戦で、最後の直線で強引な中割を行なって中井光雄のバランスを崩させ、ひいては優勝することになる吉田実が、後輪を大破させながらも1着でゴールしたという一戦となった。
また、日本競輪選手会の理事としても活動し、1985年のトラックレース世界選手権では、プロチームの日本代表監督として指揮を執った。
1991年8月22日選手登録削除。通算戦績2956戦469勝。